# Neanthes roosevelti
Neanthes roosevelti är en ringmaskart som beskrevs av Hartman 1939. Neanthes roosevelti ingår i släktet Neanthes och familjen Nereididae. Inga underarter finns listade i Catalogue of Life.